# USS Clemson (DD-186)
USS Clemson (DD-186) (następnie AVP-17, AVD-4, APD-31) – amerykański niszczyciel typu Clemson z okresu II wojny światowej. Nazwany imieniem oficera US Navy Henry A. Clemsona, który zginął podczas wojny amerykańsko-meksykańskiej.

## Historia
Stępkę pod USS "Clemson" położono 11 maja 1918 roku w stoczni Newport News. Okręt został wodowany 5 września, wszedł do służby 29 grudnia 1919 roku. Pierwszym dowódcą okrętu został komandor D.C. Dichman. Po wejściu do służby okręt odbył krótki rejs u wschodniego wybrzeża Stanów Zjednoczonych i Kuby a następnie powrócił do bazy marynarki w Norfolk, gdzie z okrojoną do połowy załogą został 13 czerwca 1920 roku przeniesiony do rezerwy. 30 czerwca 1922 okręt przybył do stoczni marynarki wojennej w Filadelfii, gdzie został wycofany ze służby.
15 listopada 1939 roku okręt przekształcono na małą bazę wodnosamolotów noszącą oznaczenie AVP-17. 6 sierpnia 1940 roku oznaczenie okrętu zmieniono na AVD-4. W tym czasie "Clemson" wszedł w skład floty "Scouting Force" składającej się głównie ze starszych okrętów operujących w rejonie Atlantyku. Do listopada 1941 roku działał w rejonie Karaibów jako baza wodnosamolotów rozpoznawczych. Okręt powrócił do Stanów Zjednoczonych w marcu 1943 roku, gdzie został przebudowany na niszczyciel.
30 maja 1943 "Clemson" wszedł w skład grupy okrętów, której trzonem był lotniskowiec eskortowy USS "Bogue". Zadaniem okrętów było tropienie i niszczenie niemieckich okrętów podwodnych. Podczas ośmiu patroli bojowych grupie udało się zatopić osiem takich jednostek. 13 grudnia 1943 roku na zachód od Wysp Kanaryjskich "Clemson" brał udział w zatopieniu U-Boota U-172. Na początku roku 1944 został poddany przeglądowi, a następnie eskortował konwój kierujący się do Casablanki. W marcu 1944 okręt został przebudowany na szybki transportowiec noszący oznaczenie APD-31. W maju roku 1944 działając w rejonie Pacyfiku wszedł w skład jednostki saperskiej, której zadaniem było przygotowanie plaży do misji desantowych. W tej roli działał m.in. podczas ataku na Guam, Saipan i Leyte. W styczniu 1945, eskortował konwoje w rejonie Saipanu i Okinawy. W lipcu jego oznaczenie zmieniono ponownie na DD-186.
Okręt został wycofany ze służby 12 października 1945 i sprzedany na złom 12 listopada 1946.